# Поясохвіст велетенський
Поясохвіст велетенський (Cordylus giganteus) — представник роду поясохвіст родини Поясохвостів.

## Опис
Це найбільший представник роду. Загальна довжина сягає 40 см. Спина має коричневий або бурий колір з різними відтінками, черево жовто—коричневого забарвлення. Голова досить велика, має трикутну форму. На задній частині голови є великі шипи, які спрямовані назад. Горло й паща жовті. Шкіра у цього поясохвоста гідроскопічна, тобто здатна всмоктувати в себе вологу. Хвіст вкрито міцною лускою, яка розташована у вигляді поясів. Він досить міцний.

## Спосіб життя
Полюбляє скелясті та лісові місцини. Живе у великих групах. Ховається у норах або термітниках. При небезпеці для захисті застосовує свій хвіст або прикидається мертвим. Харчується безхребетними, дрібними плазунами, гризунами.
Це яйцеживородні ящірки. У січні—лютому самиця народжує 3 дитинчат.

## Розповсюдження
Це африканській ендемік. Мешкає на території Південно-Африканської Республіки.